# Servicio de Salud Aconcagua
El Servicio de Salud Aconcagua (SSA) es uno de los veintinueve Servicio de salud que componen el Sistema Nacional de Servicios de Salud, y uno de los tres Servicios de Salud ubicados en la Región de Valparaíso. Se ubica territorialmente en el sector Cordillera de la Región, quedando dentro de su jurisdicción las cuatro comunas pertenecientes a la Provincia de Los Andes: Calle Larga, Rinconada, San Esteban y Los Andes, y las seis comunas que conforman la Provincia de San Felipe: Catemu, Llay-Llay, Panquehue, Putaendo, Santa María y San Felipe, atentiendo a un total de 265.320 habitantes.

## Red Asistencial
La Red Asistencial del SSA está conformada por los siguientes Establecimientos de Atención Secundaria en Salud:
- Hospital San Camilo de San Felipe (Alta Complejidad)
- Hospital San Juan de Dios de los Andes (Alta Complejidad)
- Hospital San Antonio de Putaendo ((Baja Complejidad)
- Hospital San Francisco de Llay-Llay (Baja Complejidad)

- Hospital Psiquiátrico Philippe Pinel (Especialidad)

Además, cuenta con una Red de Atención Primaria, que incluye Centros de Salud Familiar (CESFAM), Centros Comunitarios de Salud Familiar (CECOSF) y Postas de Salud Rurales (PSR):

### Centros de Salud Familiar (CESFAM)
- Los Andes
  - CESFAM Cordillera Andina
  - CESFAM Centenario
- San Felipe
  - CESFAM San Felipe El Real
  - CESFAM Dr. Segismundo Iturra
- CESFAM Pedro Aguirre Cerda (Calle Larga)
- CESFAM Rinconada (Rinconada)
- CESFAM San Esteban (San Esteban)
- CESFAM Llay Llay (LLay-Llay)
- CESFAM Panquehue (Panquehue)
- CESFAM Villa Los Libertadores (Putaendo)
- CESFAM Santa María (Santa María)
- CESFAM Dr. Eduardo Raggio (Catemu)
- CESFAM Curimón (Curimón)

### Centros Comunitarios de Salud Familiar (CECOSF)
- CECOSF Cerrillos (Catemu)
- CECOSF Juan Pablo II (Los Andes)
- CECOSF Lo Calvo (San Esteban)
- CECOSF Eugenio Cornelissen (San Felipe)
- CECOSF Las Cadenas (Santa María)

### Postas de Salud Rural (PSR)
- PSR San Vicente (Calle Larga)
- PSR Río Blanco (Los Andes)
- PSR Guzmanes (Putaendo)
- PSR Piguchén (Putaendo)
- PSR La Orilla (Putaendo)
- PSR Quebrada Herrera (Putaendo)
- PSR Cariño Botado (San Esteban)
- PSR Campos de Ahumada (San Esteban)
- PSR Río Colorado (San Esteban)
- PSR Santa Filomena  (Santa María)